# أليكساندر فاسيليف (مؤرخ)
أليكساندر فاسيليف (بالروسية: Алекса́ндр Алекса́ндрович Васи́льев)‏ (4 أكتوبر 1867 - 30 مايو 1953) مؤرخ روسي، كان يعتبر المرجع الأول في التاريخ والثقافة البيزنطية في منتصف القرن العشرين. لا يزال كتابه "تاريخ الإمبراطورية البيزنطية" (1928) واحدًا من عدد قليل من الكتب الشاملة عن التاريخ البيزنطي بأكمله، على قدم المساواة مع تلك التي كتبها إدوارد جيبون وفيودور أوسبنسكي.

## سيرته
ولد فاسيليف في سانت بطرسبرغ. ودرس في جامعة سان بطرسبرغ، ثم قام بتدريس اللغة العربية هناك. بين عامي 1897 و1900، وواصل تعليمه في باريس. وفي عام 1902 رافق نيكولاي مار في رحلته إلى دير سانت كاترين في سيناء.
أثناء إقامته في جامعة تارتو (1904-12)، أعدّ فاسيليف ونشر دراسة مؤثرة للغاية بعنوان "بيزنطة والعرب" (1907). كما عمل في معهد الآثار الروسي، الذي أنشأه فيودور أوسبنسكي في القسطنطينية. وفي عام 1912 انتقل إلى جامعة سان بطرسبرغ كأستاذ جامعي. انتخب في الأكاديمية الروسية للعلوم عام 1919.
في عام 1925 أثناء زيارته لباريس، أقنعه ميخائيل روستوفتسيف بالهجرة إلى الغرب، وضمن له منصبًا في جامعة ويسكونسن ماديسون. وبعد عدة عقود انتقل فاسيليف للعمل في دومبارتون أوكس. وفي نهاية حياته انتخب رئيسًا لمعهد نيكوديم كونداكوف في براغ ورئيسًا للرابطة الدولية للدراسات البيزنطية.